# Перляж

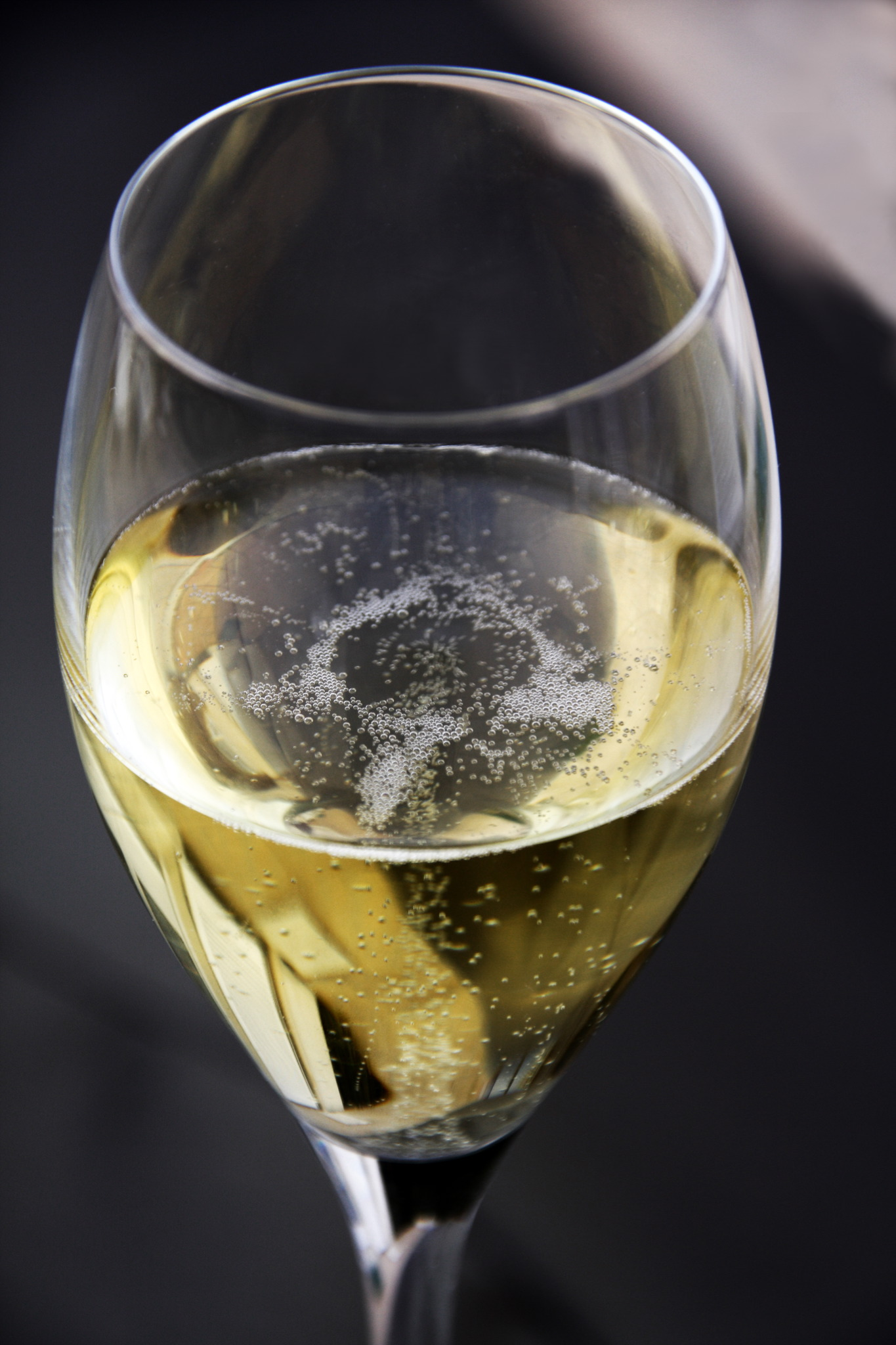
Перляж в бокале шампанского

Бокал кипит. Снизу вверх несутся, рождаясь в неисследованных глубинах, пузырьки веселья и радости, любви и бурного счастья. Стремглав вылетев на поверхность, они с шипением лопаются, но на их место на дне рождаются сотни, тысячи других, и сотнями шумящих ракет взвиваются ввысь.

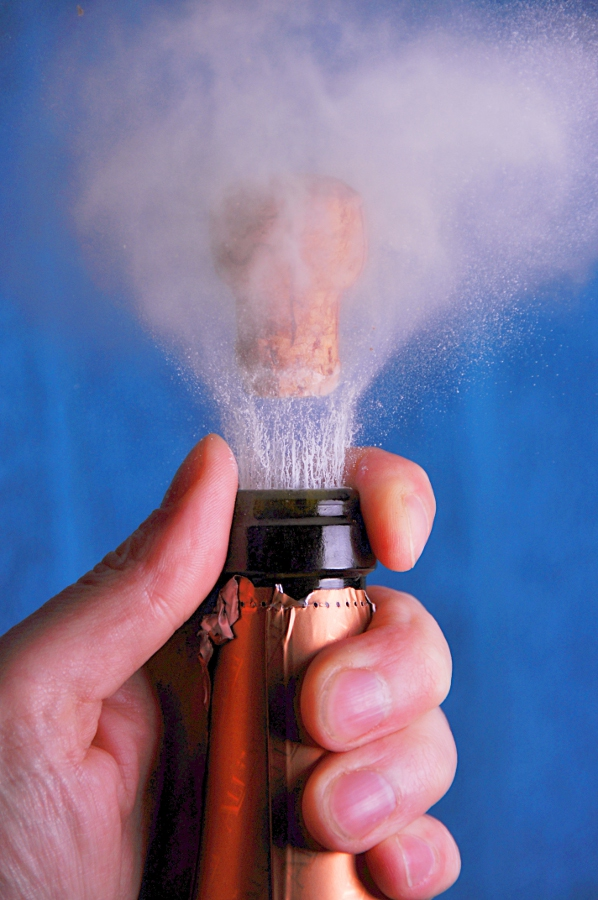
Откупоривание бутылки шампанского

Перля́ж (фр. perlage, от фр. perle — «жемчуг») — винодельческий термин для обозначения игры пузырьков углекислого газа в бокале игристого вина, поднимающихся к поверхности стройными дорожками. Для дегустаторов перляж важен в восприятии игристого вина не меньше его вкуса. Тонкий перляж пузырьками мельчайшего размера не является гарантией высокого качества продукта, а надёжно свидетельствует только о возрасте шампанского: с годами выдержки шампанское теряет углекислоту, а перляж — интенсивность и размер.
Пузырьки в бокале игристого вина образуются в результате выделения углекислого газа, растворённого в нём в большом количестве — в среднем 12 граммов на литр. Из одной открытой бутылки шампанского, уже при атмосферном давлении, выделяется в среднем около четырёх-пяти литров углекислого газа. Большая часть выделившегося газа улетучивается мгновенно при откупоривании бутылки, а 80 % углекислого газа, попавшего в бокал, выделяется незримо с поверхности шампанского. Тем не менее, часть углекислого газа проглатывается вместе с вином, он тут же впитывается стенками желудка, усиливая циркуляцию крови и, соответственно, воздействие алкоголя на мозг. Лёгкое опьянение от игристого вина, создающее праздничную эйфорию, наступает быстро.
Перляж подчиняется газовым законам Генри и Бойля — Мариотта. Углекислый газ оказывает на стенки закупоренной бутылки давление в 6 атмосфер. После открытия бутылки, пробка из которой может вылететь со скоростью до 50 км/ч, давление резко падает, газ начинает расширяться и образовывает в жидкости пену и пузырьки. Поведение пузырьков в бокале игристого вина исследовал французский физик Жерар Лиже-Белер, доцент Реймсского университета. В своём труде «Пузырьки: наука шампанского» с привлечением экспериментальных данных он доказал, что пузырьки в бокале шампанского возникают там, где к его поверхности прилипли мельчайшие частицы растительной клетчатки, то есть пылинки, которые попадают в бокал с ветошью при его протирании или просто из воздуха. Пылинки в бокале образуют мельчайшие воздушные «карманы», в которых концентрируется углекислый газ, постепенно поднимающийся к поверхности вина жемчужными нитями пузырьков. Одна такая частица клетчатки может произвести десятки тысяч пузырьков. Сами пузырьки начинают быстрый подъём, имея диаметр 10 микронов, и на финише достигают в диаметре 1 мм. На поверхности шампанского возникает эффект струй Уортингтона, автора труда «Изучение брызг»: как из воронки от камешка, брошенного в спокойную воду, выстреливает тонкая струйка вверх, так и из каждого лопнувшего на поверхности пузырька вылетает узконаправленная струйка. Затем каждая струйка дробится на мельчайшие капельки, которые превращаются на высоте 10—15 см над бокалом в ароматную воздушную взвесь, приятно пощипывающую нос. Тот же эффект струй Уортингтона наблюдается на побережье моря: взвесь мельчайших капель морской воды, возникающая от перляжа вследствие дождя или волн, создаёт неповторимый живой запах моря.
Теорию Лиже-Белера подтвердил опыт, проводившийся в Moët & Chandon: в идеально чистом бокале шампанское остаётся тихим вином. В бокале, помытом и идеально высушенном в посудомоечной машине, игристое вино продемонстрирует меньше пузырьков. Поэтому бокалы для шампанского натирают сухим полотенцем непосредственно перед подачей, а ведущие производители винной посуды даже озаботились нанесением лазером специальной каймы микродефектов по дну бокалов.
На размер пузырьков шампанского влияет атмосферное давление в момент дегустации, а также высота над уровнем моря. По свидетельствам альпинистов, на высоте более 4000 м над уровнем моря пузырьки в шампанском крупнее обычных в три раза, почти как в газированной воде. В любой бутылке игристого вина, открытой подводниками на глубине, перляж будет необычно тонким. Поэтому шампанисты не рекомендуют проводить профессиональные дегустации в период повышения атмосферного давления.
В середине 1970-х годов производитель испанского игристого вина кавы Freixenet запустил одну из самых удачных в Испании рекламных кампаний. До 2018 года, когда было заявлено об окончании кампании, для съёмок в ежегодных рождественских рекламных роликах Freixenet золотые наряды, символизирующие пузырьки шампанского, успели примерить такие знаменитости, как Лайза Минелли, Шэрон Стоун, Ким Бейсингер, Мег Райан, Пенелопа Круз и Шакира:172.